# Mikołaj Zápolya
Mikołaj Zápolya (zm. między 1 listopada a 27 grudnia 1468) - biskup Siedmiogrodu od 1461.
Był drugim synem Władysława, pana Solymos, i jego pierwszej żony Doroty; bratem Emeryka i Stefana.